# Tổng quản đại thần Anh
Tổng quản đại thần (tiếng Anh: Lord High Steward) là một Quốc vụ trọng thần vị trí thứ nhất ở Anh, về danh nghĩa có cấp bậc cao hơn Ngài Đại Chưởng ấn.
Chức vụ này thường bị bỏ trống kể từ năm 1421 và hiện là chức vụ mang tính tạm thời, chủ yếu mang tính nghi lễ và chỉ có người nhận chức khi có lễ đăng quang của quân chủ.
Trong lễ đăng quang của quốc vương Anh, Tổng quản đại thần sẽ đội Vương miện Thánh Edward. Tổng quản đại thần là người có quyền lực pháp lý duy nhất để chủ trì phiên tòa luận tội các quý tộc (lần cuối cùng diễn ra vào năm 1806). Việc xét xử những quý tộc (một luật áp dụng cho các tội nghiêm trọng) đã bị bãi bỏ vào năm 1948. Nhìn chung, nhưng không phải lúc nào cũng vậy, Ngài Đại Chưởng ấn được giao nhiệm vụ (trở thành Tổng quản đại thần) trong các phiên tòa xét xử trọng tội. Có một "Tòa án Tổng quản đại thần" phục vụ mục đích này khi Quốc hội không họp.
Ban đầu, chức vụ này chủ yếu mang tính danh dự. Nó ngày càng trở nên quan trọng cho đến khi người mang chức vụ này trở thành một trong những người quyền lực nhất của vương quốc. Từ cuối thế kỷ 12, chức vụ này được coi là gắn liền với Bá tước Leicester. Khi Nhà Lancaster lên ngôi vào năm 1399, Henry IV đã phong cho con trai thứ hai của mình, Thomas xứ Lancaster, Công tước xứ Clarence, chức Tổng quản đại thần. Ông giữ chức vụ này cho đến khi qua đời vào năm 1421.
Các chức vụ tương đương ở Scotland và Ireland lần lượt là Đại tổng quản Scotland (luôn do người thừa kế ngai vàng nắm giữ, được biết đến ở Scotland là Công tước xứ Rothesay) và Đại tổng quản Ireland (do Bá tước xứ Shrewsbury, cũng là Bá tước Waterford trong Quý tộc Ireland, nắm giữ)

## Tổng quản đại thần của Anh, 1154–1421
- 1154–1168: Robert de Beaumont, Bá tước thứ 2 của Leicester
- 1168–1190: Robert de Beaumont "Blanchemains", Bá tước thứ 3 của Leicester
- 1190–1204: Robert de Beaumont "FitzPernel", Bá tước thứ 4 của Leicester
- 1206–1218: Simon IV de Montfort, Bá tước thứ 5 của Leicester (con trai của chị gái của Bá tước trước)
- 1218–1239: không chắc chắn, có thể bỏ trống
- 1239–1265: Simon V de Montfort, Bá tước thứ 6 của Leicester (người cai trị trên thực tế từ k. 1259 )
- 1265–1267: không chắc chắn, có thể bỏ trống
- 1267–1274: Edward I của Anh (con trai đầu lòng của Henry III)
- 1274–1296: Edmund Crouchback, Bá tước thứ nhất của Leicester và Lancaster (con trai thứ hai của Henry III và là em trai của Edward I)
- 1296–1322: Thomas, Bá tước thứ 2 của Lancaster và Leicester (con trai cả của Edmund; cháu trai của Edward I)
- 1322–1324: không chắc chắn, có thể bỏ trống
- 1324–1345: Henry, Bá tước thứ 3 của Lancaster và Leicester (em trai của Thomas; anh em họ đầu tiên của Edward II)
- 1345–1361: Henry xứ Grosmont, Công tước thứ nhất của Lancaster, Bá tước thứ 4 của Leicester (con trai của Bá tước thứ 3; anh em họ thứ hai của Edward III)
- 1362–1399: John of Gaunt, Công tước thứ nhất của Lancaster, Bá tước thứ 6 của Leicester jure uxoris (con trai thứ ba của Edward III và là con rể của Edward II)
- 1399: Henry Bolingbroke, Công tước thứ 2 của Lancaster, Bá tước thứ 7 của Leicester (con trai cả của John; anh em họ đầu tiên của Richard II, người mà ông đã cướp ngôi)
- 1399–1421: Thomas xứ Lancaster, Công tước xứ Clarence thứ nhất (con trai thứ hai của Henry IV (Bolingbroke))

## Tổng quản đại thần của Anh, 1422–nay
Danh sách chưa hoàn thiện trước năm 1660.

### Lễ đăng quang
| Tên                                         | Năm nhận chức | Lưu ý | Chú thích         |
| ------------------------------------------- | ------------- | --- | ----------------- |
| Humphrey, Duke of Gloucester                | 1429          | Coronation of King Henry VI (Humphrey's nephew)                                                               | [ 2 ]             |
| Thomas de Courtenay, 5th/13th Earl of Devon | 1445          | Coronation of Margaret of Anjou                                                                               | [ cần dẫn nguồn ] |
| John de la Pole, 2nd Duke of Suffolk        | 1461          | Coronation of King Edward IV (brother of Pole's wife, Elizabeth of York)                                      | [ cần dẫn nguồn ] |
| George Plantagenet, 1st Duke of Clarence    | 1465          | Coronation of Elizabeth Woodville (wife of George's brother, Edward IV)                                       | [ 3 ]             |
| John Howard, 1st Duke of Norfolk            | 1483          | Coronation of King Richard III (Howard's close friend) and his wife Anne Neville                              | [ cần dẫn nguồn ] |
| John de Vere, 13th Earl of Oxford           | 1485          | Coronation of King Henry VII (Vere was commander of Henry's army at the Battle of Bosworth Field)             | [ 4 ]             |
| Jasper Tudor, Duke of Bedford               | 1487          | Coronation of Elizabeth of York (Tudor was half-brother to the late Henry VI and paternal uncle to Henry VII) |                   |
| Edward Stafford, 3rd Duke of Buckingham     | 1509          | Coronation of King Henry VIII and his wife Queen Catherine                                                    |                   |
| The Duke of Suffolk                         | 1533          | Coronation of Queen Anne                                                                                      |                   |
| The Baron Russell                           | 1547          | Coronation of King Edward VI                                                                                  |                   |
| The Earl of Derby                           | 1553          | Coronation of Queen Mary I                                                                                    |                   |
| The Earl of Arundel                         | 1559          | Coronation of Queen Elizabeth I                                                                               | [ 5 ]             |
| The Earl of Nottingham                      | 1603          | Coronation of King James I and his wife Queen Anne                                                            |                   |
| The Duke of Buckingham                      | 1626          | Coronation of King Charles I                                                                                  |                   |
| The Duke of Ormond                          | 1661          | Coronation of King Charles II                                                                                 |                   |
| The Duke of Ormond                          | 1685          | Coronation of King James II and his wife Queen Mary                                                           |                   |
| The Earl of Devonshire                      | 1689          | Coronation of King William III and Queen Mary II                                                              |                   |
| The Duke of Devonshire                      | 1702          | Coronation of Queen Anne                                                                                      |                   |
| The Duke of Grafton                         | 1714          | Coronation of King George I                                                                                   |                   |
| The Duke of Dorset                          | 1727          | Coronation of King George II and his wife Queen Caroline                                                      |                   |
| The Earl Talbot                             | 1761          | Coronation of King George III and his wife Queen Charlotte                                                    |                   |
| The Marquess of Anglesey                    | 1821          | Coronation of King George IV                                                                                  |                   |
| The Duke of Hamilton and Brandon            | 1831          | Coronation of King William IV and his wife Queen Adelaide                                                     |                   |
| The Duke of Hamilton and Brandon            | 1838          | Coronation of Queen Victoria                                                                                  |                   |
| The Duke of Marlborough                     | 1902          | Coronation of King Edward VII and his wife Queen Alexandra                                                    |                   |
| The Duke of Northumberland                  | 1911          | Coronation of King George V and his wife Queen Mary                                                           |                   |
| The Marquess of Salisbury                   | 1937          | Coronation of King George VI and his wife Queen Elizabeth                                                     |                   |
| The Viscount Cunningham of Hyndhope         | 1953          | Coronation of Queen Elizabeth II                                                                              |                   |
| Sir Gordon Messenger                        | 2023          | Coronation of King Charles III and his wife Queen Camilla                                                     | [ 6 ]             |

### Phiên tòa luận tội quý tộc
| Tên                                                                                                  | Năm nhận chức                                 | Lưu ý | Chú thích         |
| --- | --------------------------------------------- | --- | ----------------- |
| Henry Stafford, 2nd Duke of Buckingham                                                               | 1478                                          | Trial of George, Duke of Clarence (brother of Edward IV, whose ward Stafford was) |                   |
| John de Vere, 13th Earl of Oxford                                                                    | 1499                                          | Trial of Edward Plantagenet, 17th Earl of Warwick (the last male-line Yorkist) |                   |
| Thomas Howard, 2nd Duke of Norfolk                                                                   | 1503                                          | Trial of Edward Sutton, 2nd Baron Dudley | [ cần dẫn nguồn ] |
| Thomas Howard, 2nd Duke of Norfolk                                                                   | 1521                                          | Trial of Edward Stafford, 3rd Duke of Buckingham | [ cần dẫn nguồn ] |
| Thomas Howard, 3rd Duke of Norfolk                                                                   | 1534                                          | Trial of William Dacre, 3rd Baron Dacre | [ cần dẫn nguồn ] |
| Thomas Howard, 3rd Duke of Norfolk                                                                   | 1536                                          | Trial of Anne Boleyn (Howard's niece) | [ cần dẫn nguồn ] |
| Henry Courtenay, 1st Marquess of Exeter                                                              | 1537                                          | Trial of Thomas Darcy, 1st Baron Darcy de Darcy (Courtenay was a first-cousin to Henry VIII) |                   |
| Thomas Audley, 1st Baron Audley of Walden                                                            | 1538                                          | Trial of Henry Pole, 1st Baron Montagu and Henry Courtenay, 1st Marquess of Exeter (cousins; scions of the House of York) |                   |
| Thomas Audley, 1st Baron Audley of Walden                                                            | 1541                                          | Trial of Thomas Fiennes, 9th Baron Dacre |                   |
| William Paulet, 1st Marquess of Winchester                                                           | 1551                                          | Trial of Edward Seymour, 1st Duke of Somerset (fallen Lord Protector, regent and uncle of Edward VI; Paulet was one of the 16 executors) |                   |
| Thomas Howard, 3rd Duke of Norfolk                                                                   | 1553                                          | Trial of John Dudley, 1st Duke of Northumberland (fallen regent) | [ cần dẫn nguồn ] |
| Henry FitzAlan, 19th Earl of Arundel                                                                 | 1557                                          | Trial of Lord Stourton (FitzAlan was a godson of Henry VIII; Stourton a nephew of Dudley) |                   |
| William Parr, 1st Marquess of Northampton                                                            | 1559                                          | Trial of Thomas Wentworth, 2nd Baron Wentworth (Parr was brother to the late queen Catherine; Wentworth a cousin of Seymour) |                   |
| George Talbot, 6th Earl of Shrewsbury                                                                | 1571                                          | Trial of Thomas Howard, 4th Duke of Norfolk |                   |
| William Paulet, 3rd Marquess of Winchester                                                           | 1587                                          | Funeral of Mary, Queen of Scots (Paulet was a judge at her trial) | [ cần dẫn nguồn ] |
| Henry Stanley, 4th Earl of Derby                                                                     | 1589                                          | Trial of Philip Howard, 20th Earl of Arundel |                   |
| Thomas Sackville, 1st Baron Buckhurst                                                                | 1601                                          | Trial of Robert Devereux, 2nd Earl of Essex (a favourite of Elizabeth I) |                   |
| Thomas Coventry, 1st Baron Coventry                                                                  | 1631                                          | Trial of Mervyn Tuchet, 2nd Earl of Castlehaven (Coventry was Lord Keeper) | [ cần dẫn nguồn ] |
| Thomas Howard, 21st Earl of Arundel                                                                  | 1641                                          | Trial of Thomas Wentworth, 1st Earl of Strafford (Howard was the Earl Marshal; Wentworth the former Deputy of Ireland) |                   |
| Edward Hyde, 1st Earl of Clarendon (Lord Chancellor)                                                 | 1666                                          | Trial of Thomas Park, 15th Baron Morley (Hyde was a member of Charles' exile court) |                   |
| Heneage Finch, 1st Baron Finch (Lord Chancellor)                                                     | 1676                                          | Trial of Charles Cornwallis, 3rd Baron Cornwallis |                   |
| Heneage Finch, 1st Baron Finch (Lord Chancellor)                                                     | Trial of Philip Herbert, 7th Earl of Pembroke | |                   |
| Heneage Finch, 1st Baron Finch (Lord Chancellor)                                                     | 1679                                          | Trial of Thomas Osborne, 1st Earl of Danby (later 1st Duke of Leeds) |                   |
| Heneage Finch, 1st Baron Finch (Lord Chancellor)                                                     | 1679                                          | Trial of William Herbert, 1st Earl of Powis; William Howard, 1st Viscount Stafford; Henry Arundell, 3rd Baron Arundell of Wardour; William Petre, 4th Baron Petre; and John Belasyse, 1st Baron Belasyse                                                   |                   |
| Heneage Finch, 1st Baron Finch (Lord Chancellor)                                                     | 1680                                          | Trial of William Howard, 1st Viscount Stafford, |                   |
| George Jeffreys, 1st Baron Jeffreys (Lord Chancellor)                                                | 1686                                          | Trial of Henry Booth, 2nd Baron Delamere |                   |
| Thomas Osborne, 1st Marquess of Carmarthen (later 1st Duke of Leeds) (Lord President of the Council) | 1693                                          | Trial of Charles Mohun, 4th Baron Mohun |                   |
| John Somers, 1st Baron Somers (Lord Chancellor)                                                      | 1699                                          | Trial of Edward Rich, 6th Earl of Warwick; and of Charles Mohun, 4th Baron Mohun |                   |
| William Cowper, 1st Baron Cowper (Lord Chancellor)                                                   | 1716                                          | Trial of James Radclyffe, 3rd Earl of Derwentwater; William Widdrington, 4th Baron Widdrington; William Maxwell, 5th Earl of Nithsdale; Robert Dalzell, 5th Earl of Carnwath; William Gordon, 6th Viscount of Kenmure; and William Murray, 2nd Lord Nairne |                   |
| William Cowper, 1st Baron Cowper (Lord Chancellor)                                                   | 1716                                          | Trial of George Seton, 5th Earl of Winton |                   |
| William Cowper, 1st Baron Cowper (Lord Chancellor)                                                   | 1717                                          | Trial of Robert Harley, 1st Earl of Oxford and Earl Mortimer |                   |
| Peter King, 1st Baron King (Lord Chancellor)                                                         | 1725                                          | Trial of Thomas Parker, 1st Earl of Macclesfield |                   |
| Philip Yorke, 1st Earl of Hardwicke (Lord Chancellor)                                                | 1746                                          | Trial of William Boyd, 4th Earl of Kilmarnock; George Mackenzie, 3rd Earl of Cromartie; and Arthur Elphinstone, 6th Lord Balmerino |                   |
| Philip Yorke, 1st Earl of Hardwicke (Lord Chancellor)                                                | 1747                                          | Trial of Simon Fraser, 11th Lord Lovat |                   |
| Robert Henley, 1st Baron Henley (Lord Keeper)                                                        | 1760                                          | Trial of Laurence Shirley, 4th Earl Ferrers |                   |
| Robert Henley, 1st Earl of Northington (Lord Chancellor)                                             | 1765                                          | Trial of William Byron, 5th Baron Byron |                   |
| Henry Bathurst, 2nd Earl Bathurst (Lord Chancellor)                                                  | 1776                                          | Trial of Elizabeth Pierrepont, Duchess of Kingston-upon-Hull |                   |
| Edward Thurlow, 1st Baron Thurlow (Lord Chancellor; until 1793)                                      | 1788–1795                                     | Trial of Warren Hastings |                   |
| Alexander Wedderburn, 1st Baron Loughborough (Lord Chancellor; from 1793)                            | 1788–1795                                     | Trial of Warren Hastings |                   |
| Thomas Erskine, 1st Baron Erskine (Lord Chancellor)                                                  | 1806                                          | Trial of Henry Dundas, 1st Viscount Melville |                   |
| Thomas Denman, 1st Baron Denman (Lord Chief Justice of the Queen's Bench)                            | 1841                                          | Trial of James Brudenell, 7th Earl of Cardigan |                   |
| Hardinge Giffard, 1st Earl of Halsbury (Lord Chancellor)                                             | 1901                                          | Trial of Frank Russell, 2nd Earl Russell |                   |
| John Lambton, 3rd Earl of Durham                                                                     | 1911–1912                                     | Lord High Steward to George V during his visit to India from 1911 to 1912 | [ 7 ]             |
| Douglas Hogg, 1st Viscount Hailsham (Lord Chancellor)                                                | 1935                                          | Trial of Edward Russell, 26th Baron de Clifford (last trial of a peer in the House of Lords) |                   |